# Лупи, Маурицио
Маурицио Энцо Лупи (итал. Maurizio Enzo Lupi; род. 3 октября 1959, Милан) — итальянский политик, министр инфраструктуры и транспорта в правительстве Летта (2013—2014) и в правительстве Ренци (2014—2015).

## Биография

### Образование и начало карьеры
В 1984 году окончил факультет политических наук католического университета Святого Сердца в Милане, в том же году вступил в Орден журналистов (Ordine dei Giornalisti) Ломбардии в качестве публициста. В студенческие годы вступил в университетский кооператив учёбы и работы (Cooperativa Universitaria Studio e Lavoro), благодаря которому с 1984 года работал в католическом еженедельнике il Sabato, сначала личным помощником главного исполнительного директора, а затем, до самого закрытия издания в 1993 году — директором по маркетингу. В 1989 году вошёл в совет директоров Салона офисного оборудования (Salone Macchine e Attrezzature per l’Ufficio), с 1990 года состоит в FRPI — Федерации общественных связей Италии (Federazione Relazioni Pubbliche Italia), тогда же сблизился с католической организацией Comunione e Liberazione. В 1993 году Лупи был избран в коммунальный совет Милана по списку Христианско-демократической партии, в 1994 году назначен генеральным директором компании Fiera Milano Congressi, управляющей Миланской ярмаркой. В 1997 году, уже перейдя в партию Вперёд, Италия, стал асессором мэрии Милана, где курировал развитие городских территорий и частное строительство в администрации мэра Габриэле Альбертини. Позднее в связи с его деятельностью в мэрии Милана были возбуждены уголовные дела по подозрению в злоупотреблении властными полномочиями — в частности, из-за решения о реконструкции так называемой фермы Сан-Бернардо (объект агротуризма).

### Депутат парламента
В 2001 году избран в Палату депутатов XIV созыва от партии Вперёд, Италия, с 3 мая 2006 года представлял в парламенте XV созыва ту же партию, а с 5 мая 2008 года состоял в Палате депутатов XVI созыва во фракции Народа свободы. C 6 мая 2008 по 14 марта 2013 года являлся заместителем председателя Палаты депутатов XVI созыва.
В результате парламентских выборов 24-25 февраля 2013 года был избран в Палату депутатов XVII созыва по списку «Народа свободы», но, после развала этой партии, 18 ноября 2013 года перешёл во фракцию Нового правого центра. С 21 марта по 29 апреля 2013 года являлся заместителем председателя Палаты.

### Министр инфраструктуры и транспорта
28 апреля 2013 года стал министром инфраструктуры и транспорта в правительстве Летта, с 22 февраля 2014 года занимает то же министерское кресло в правительстве Ренци.
По итогам европейских выборов 2014 года Лупи был избран по списку НПЦ в Европарламент, но предпочёл остаться в правительстве, и его депутатское кресло занял первый из неизбранных в списке — президент провинции Кремона Массимилиано Салини (Massimiliano Salini).
В марте 2015 года лидер «зелёных» Анджело Бонелли и Движение пяти звёзд потребовали отставки Лупи, а партия «Левые Экология Свобода» потребовала официального расследования его деятельности после того, как предприниматель Стефано Перотти (Stefano Perotti), арестованный прокуратурой Флоренции по делу о коррупции при осуществлении государственных подрядов в рамках подготовки Всемирной выставки и строительстве скоростных железных дорог, дал показания о том, что предоставил рабочее место сыну Маурицио Лупи — Луке Лупи, подарил ему часы Rolex, а самому Лупи оплатил пошив костюма. Министр объяснил, что никогда ни в какой форме не обращался к Перотти с просьбой о трудоустройстве сына, и в связи с пошивом костюма также никаких нарушений не допускал. Официально против Маурицио Лупи никакие обвинения не выдвинуты. В тот же день фракции Движения пяти звёзд, Лиги Севера и ЛЭС потребовали голосования по вопросу о доверии министру. Утром 18 марта 2015 года Лупи посетил открытие выставки архитектуры, дизайна и строительной промышленности MADE Expo в Милане, где группа мелких предпринимателей вновь потребовала его отставки, и снова повторил, что никак не связан с Перотти и арестованным по тому же коррупционному делу высокопоставленным чиновником Министерства инфраструктуры Этторе Инкальца (Ettore Incalza). В полдень, отвечая на вопросы парламентариев в ходе правительственного часа в Палате депутатов, он заявил, что не намерен уходить в отставку, и что правительство его поддерживает. 19 марта в прессе появилась распечатка телефонного разговора Маурицио Лупи с Этторе Инкальца 8 января 2014 года, в котором министр просит собеседника принять своего сына для некоего разговора. Позднее Инкальца позвонил Перотти и попросил того приехать в Рим для встречи с Лукой Лупи.
Вечером 19 марта 2015 года в телевизионной программе Porta a Porta Лупи заявил о намерении уйти в отставку и 20 марта на заседании Палаты депутатов сделал соответствующее официальное объявление, вновь отклонил все обвинения прессы и заявил, что принял решение добровольно, в отсутствие требований со стороны премьер-министра Ренци, и что в отношении Лупи по-прежнему не возбуждено уголовное дело. Временно исполняющим обязанности министра инфраструктуры стал Маттео Ренци. 23 марта был опубликован указ президента, которым утверждалась эта отставка.

### Председатель фракции НПЦ в Палате депутатов
9 апреля 2015 года в соответствии с принятым партийным решением Лупи возглавил в Палате депутатов единую фракцию Нового правого центра и Союза Центра — Area Popolare («Популяристская область»), заменив Нунцию Де Джироламо, которая объяснила действия лидера партии Анджелино Альфано желанием избавиться от соратницы, требующей выхода партии из правительства Ренци.
18 марта 2017 года НПЦ распался, и Лупи ушёл с Анджелино Альфано в его новую партию — «Народная альтернатива».

### Парламентские выборы 2018 года
13 декабря 2017 года Маурицио Лупи увёл своих единомышленников из «Народной альтернативы», примкнув к оппозиционным правительству Джентилони правоцентристам.
29 декабря 2017 года Лупи и Франческо Саверио Романо подписали от имени предвыборного списка Мы с Италией соглашение с Союзом Центра, а 4 марта 2018 года это объединение пошло под названием Noi con l’Italia — UdC (Мы с Италией — СЦ) на очередные парламентские выборы в составе правоцентристской коалиции, возглавляемой партиями Вперёд, Италия и Лига Севера, но по итогам голосования не получило ни одного места в парламенте.

### Парламентские выборы 2022 года
25 сентября 2022 года состоялись досрочные выборы, по итогам которых одержала победу правоцентристская коалиция в составе «Братьев Италии», «Вперёд, Италия!», Лиги Севера и блока «Мы умеренные / Лупи — Тоти — Бруньяро — СЦ». Она набрала 43,8 % голосов на выборах в Палату депутатов, что обеспечило ей абсолютное большинство в нижней палате парламента (235 мест из 400). Однако, за список блока Маурицио Лупи проголосовали только 0,9 % избирателей, и он не получил ни одного депутатского мандата (при этом сам Лупи был избран в нижнюю палату парламента от одномандатного 5-го округа в Лекко (Ломбардия) с результатом 54,8 %). На выборах в Сенат правоцентристы получилии 44 % голосов и 112 мест из 200, но список Лупи также остался без мандатов.

## Личная жизнь
Женат, имеет троих детей: Андреа, Луку и Федерику. Увлекается марафонским бегом (личный рекорд — 3 часа 48 минут), болельщик футбольного клуба Милан. Крёстный отец натурализованного итальянца, египетского политика, журналиста и писателя Магди Аллама, перешедшего в христианство.